# Jussac
Jussac is een gemeente in het Franse departement Cantal (regio Auvergne-Rhône-Alpes). De gemeente telde 2.040 inwoners op 1 januari 2022. De plaats maakt deel uit van het arrondissement Aurillac.

## Geografie
De oppervlakte van Jussac bedroeg op 1 januari 2022 18,43 vierkante kilometer; de bevolkingsdichtheid was toen 110,7 inwoners per km².
De Authre, een zijrivier van de Cère, stroomt door de gemeente.
De onderstaande kaart toont de ligging van Jussac met de belangrijkste infrastructuur en aangrenzende gemeenten.

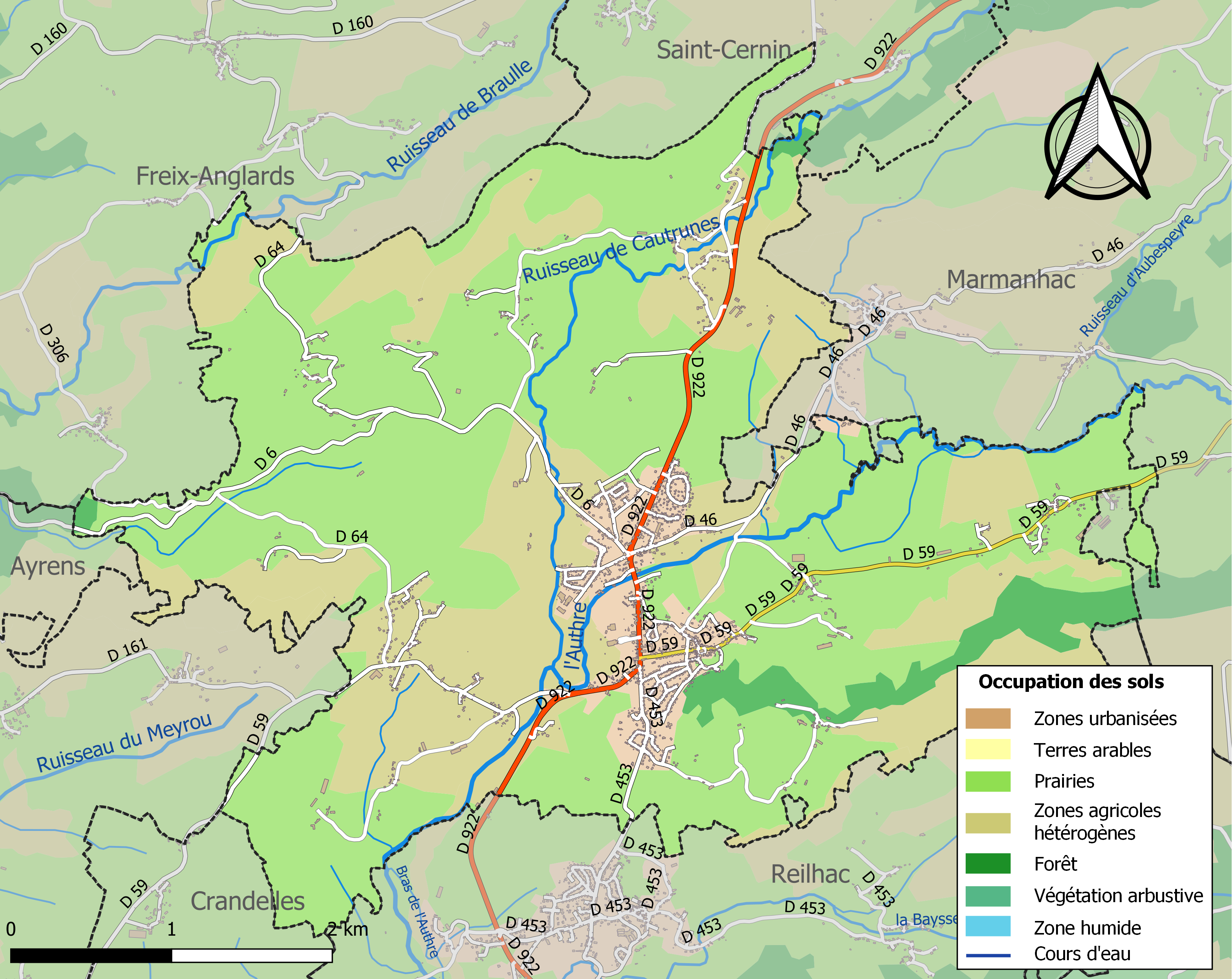

## Demografie
De bevolking groeide sterk in de jaren 1970 en 1980 om een lichte daling te kennen in de jaren 1990. Daarna volgde een trage groei.
Onderstaande figuur toont het verloop van het inwonertal (bron: INSEE-tellingen).

Vanwege een beveiligingsprobleem met de MediaWiki Graph-software is het momenteel niet mogelijk deze grafiek weer te geven. Zodra de software is bijgewerkt zal de grafiek vanzelf weer zichtbaar worden.

## Economie
In de gemeente zijn enkele kleine ondernemingen maar geen industrie. In 2012 werd een park voor zonne-energie geopend op het Plateau de Cueilhes. Jussac is deels een slaapstad met inwoners die in Aurillac werken. De landbouw blijft belangrijk in de gemeente.